# Β-pirazol-1-il alanina
La L-β-Pirazol-1-ilalanina es una aminoácido no proteínico aislado de las semillas de la sandía (Citrullus vulgaris) y otras plantas cucurbitáceas. [α]20D = -73  (c, 3.4 en agua).

## Biosíntesis
La L-β-Pirazol-1-ilalanina es biosintetizada a partir del 1,3-diaminopropano (producto de descarboxilación del ácido 2,4-diaminobutírico). Esta amina forma el anillo de pirazolidina por heterociclización oxidativa de los extremos de nitrógeno. Seguido de esto, el compuesto sufre de oxidación para formar el anillo de pirazol, el cual se conjuga con una molécula de acetilserina

## Síntesis
Ferreira y colaboradores establecieron una síntesis de β-Pirazol-1-ilalanina por adición de Michael del pirazol sobre el 2-[bis(ter-butoxicarbonil)amino]prop-2-enoato de metilo.

## Actividad biológica
La β-(pirazol-1-il)-alanina presenta actividad hipoglicémica